# Murvica

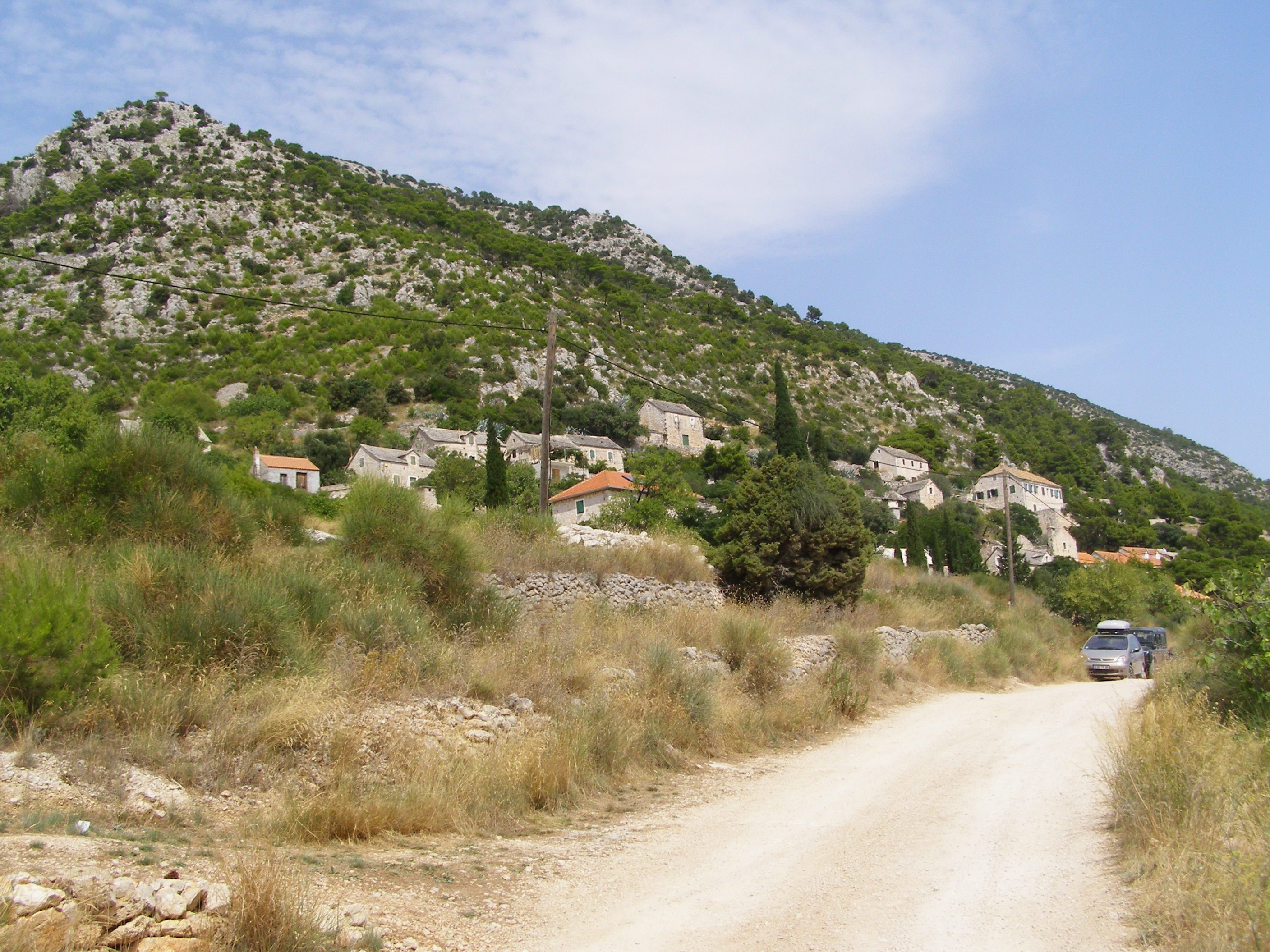
Murvica

Murvica (italsky Murvizza) je malá vesnice a přímořské letovisko v Chorvatsku ve Splitsko-dalmatské župě, nacházející se na jihu ostrova Brač, spadající pod opčinu Bol. V roce 2011 zde žilo celkem 21 obyvatel. V roce 1991 většinu obyvatelstva (86,2 %) tvořili Chorvati.
Jedinou sousední vesnicí je Bol.